# آني والاس
آني والاس (بالإنجليزية: Annie Wallace)‏ هي ممثلة بريطانية، ولدت في 6 مايو 1965 في أبردين في المملكة المتحدة.

## وصلات خارجية
- آني والاس على موقع IMDb (الإنجليزية)